# 중천철학도서관
중천철학도서관(中天哲學圖書館, Jungcheon Philosophy Library)은 강원특별자치도 원주시의 공립 도서관이다. 대한민국 최초의 철학 도서관이다.

## 연혁
- 2015년 10월 28일 개관

## 시설 현황
- 2층: 기증자료실(중천재), 세미나실(중천학당), 회의실(다화당), 휴게실(여유당), 야외정원(서유정원)
- 1층: 사무실, 자료실(학이재, 시습재), 전시실(연경당)

## 이용 안내
이용 시간
휴관일
- 매주 월요일
- 일요일을 제외한 법정 공휴일(단, 일요일과 법정공휴일이 겹칠 경우 휴관)
- 장서 점검 및 정기 청소일(12월 31일)
- 임시휴관: 특별한 사유로 도서관장이 필요하다고 인정하는 경우